# Liste der Naturdenkmale in Bollenbach
Die Liste der Naturdenkmale in Bollenbach nennt die im Gemeindegebiet von Bollenbach ausgewiesenen Naturdenkmale (Stand 15. Juli 2013).

## Naturdenkmale
| Nr.         | Bezeichnung | Lage                                             | Beschreibung                 | Bild                                    |
| ----------- | ----------- | ------------------------------------------------ | ---------------------------- | --------------------------------------- |
| ND-7134-450 | Eiche       | südöstlich des Ortes; Flur Vor dem Hochwald Lage | Quercus sp.; um 1630 gekeimt | Direkt Bild zu diesem Denkmal hochladen |